# Bobsleigh nos Jogos Olímpicos de Inverno de 1924
O programa do bobsleigh nos Jogos Olímpicos de Inverno de 1924 consistiu de apenas uma prova, a masculina para quatro integrantes. Entretanto, as regras da época permitiam a participação de um quinto integrante na equipe.

## Medalhistas
|  | SUI Suíça                                                      |  | GBR Grã-Bretanha                                             |  | BEL Bélgica                                                                       |
|  | Eduard Scherrer Alfred Neveu Alfred Schläppi Heinrich Schläppi |  | Ralph Broome Thomas Arnold Alexander Richardson Rodney Soher |  | Charles Mulder René Mortiaux Paul van den Broeck Victor Verschueren Henri Willems |

## Resultados
| Pos. | Equipe              | Corrida 1 | Corrida 2 | Corrida 3 | Corrida 4 | Total   |
| ---- | ------------------- | --------- | --------- | --------- | --------- | ------- |
|      | SUI Suíça I         | 1:27.39   | 1:26.60   | 1:25.02   | 1:26.53   | 5:45.54 |
|      | GBR Grã-Bretanha II | 1:28.73   | 1:28.67   | 1:25.76   | 1:25.67   | 5:48.83 |
|      | BEL Bélgica I       | 1:29.89   | 1:34.22   | 1:29.98   | 1:28.20   | 6:02.29 |
| 4    | FRA França II       | 1:39.35   | 1:34.99   | 1:36.68   | 1:31.93   | 6:22.95 |
| 5    | GBR Grã-Bretanha I  | 1:42.33   | 1:41.28   | 1:38.58   | 1:38.52   | 6:40.71 |
| 6    | ITA Itália I        | 1:53.00   | 1:49.69   | 1:48.73   | 1:43.99   | 7:15.41 |
| –    | FRA França I        | 4:29.01   | –         | 2:00.79   | 1:56.58   | –       |
| –    | ITA Itália II       | 4:08.44   | –         | –         | –         | –       |
| –    | SUI Suíça II        | 5:38.00   | –         | –         | –         | –       |